# Erland Källén
Erland Källén, född 1954, är en svensk meteorolog.
Källén disputerade för filosofie doktorsexamen vid Stockholms universitet 1980 på avhandlingen A Study of Atmospheric Variations on Climatic and Medium Range Time Scales Using Bifurcation Theory. Han är professor i dynamisk meteorologi vid nämnda universitet samt ledamot av Ingenjörsvetenskapsakademien.